# Un père
Pour les articles homonymes, voir Remembrance.
Pour plus de détails, voir Fiche technique et Distribution.
Un père (Remembrance) est un film américain muet de Rupert Hughes, sorti en 1922.

## Synopsis
Bien qu'élevé à la dure école de la vie, les efforts inlassables de John P. Coulis pour s'en sortir ont porté leurs fruits : Il possède un certain nombre de magasins et sa femme et ses enfants ne sont pas dans le besoin. Cependant, sa famille fait preuve d'une grande ingratitude et prend tout pour acquis. Tous les efforts qu'il fournit pour les rendre heureux vont le conduire à la faillite, et il finit par tomber gravement malade. Finalement, ses enfants et sa femme vont se rendre compte à quel point ils ont maltraité leur père et mari.

## Fiche technique
- Titre : Un père
- Titre original : Remembrance
- Réalisation : Rupert Hughes
- Scénario : Rupert Hughes
- Directeur de la photographie : Norbert Brodin
- Directeur artistique : Cedric Gibbons
- Producteur : Samuel Goldwyn
- Société de production : Goldwyn Pictures Corporation
- Genre : Drame
- Durée : 60 minutes
- Pays de production: États-Unis
- Couleur : Noir et Blanc
- Format : 1,37 : 1
- Son : muet
- Dates de sortie : 
  - États-Unis : 1er octobre 1922
  - France : 29 février 1924

## Distribution
- Claude Gillingwater : John P. Grout
- Kate Lester : Mrs. Grout
- Patsy Ruth Miller : Mab
- Cullen Landis : Seth Smith
- Max Davidson : Georges Cartier
- Richard Tucker : J. P. Grout Jr.
- Dana Todd : Ethelwolf Grout
- Nell Craig : Julia
- Esther Ralston : Beatrice
- Helen Hayward : Mrs. Frish
- Lucille Ricksen : Enfant
- Arthur Trimble : Enfant
- William A. Carroll (en) : MacClune
- Guinn 'Big Boy' Williams